# Clephydroneura cristata
Clephydroneura cristata là một loài ruồi trong họ Asilidae. Clephydroneura cristata được Oldroyd miêu tả năm 1938. Loài này phân bố ở miền Ấn Độ - Mã Lai.